# Єгипет на літніх Олімпійських іграх 1972
Єгипет брав участь у Літніх Олімпійських іграх 1972 року у Мюнхені (ФРН) удванадцяте за свою історію, але не завоювала жодної медалі.